# Arbanella

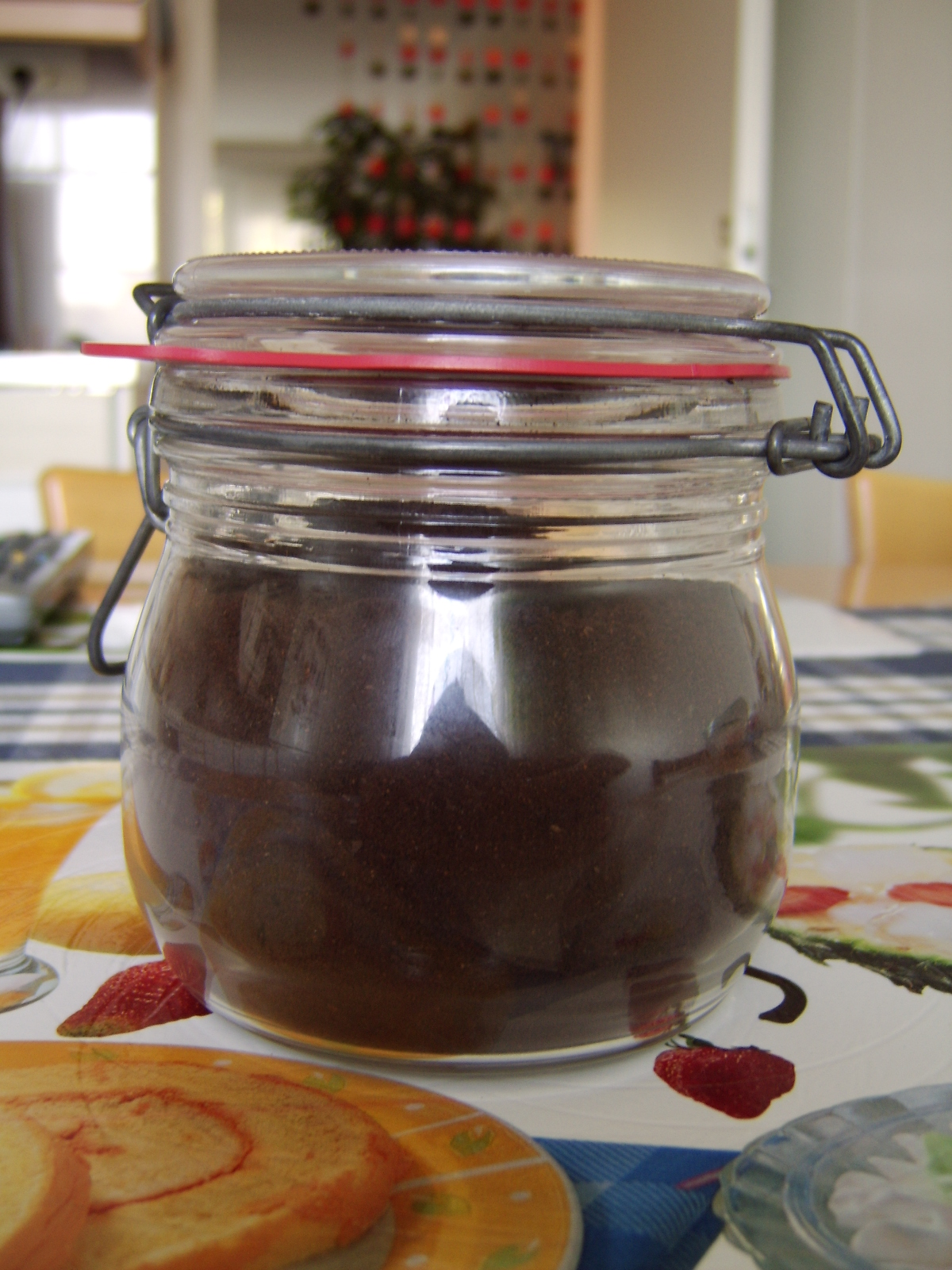
Un'arbanella con tappo a pressione colma di marmellata

Arbanella è un termine in uso nella lingua ligure per definire un tipo particolare di barattolo in vetro, utile come contenitore per alimenti e conserve dolci e salate.

## Diffusione

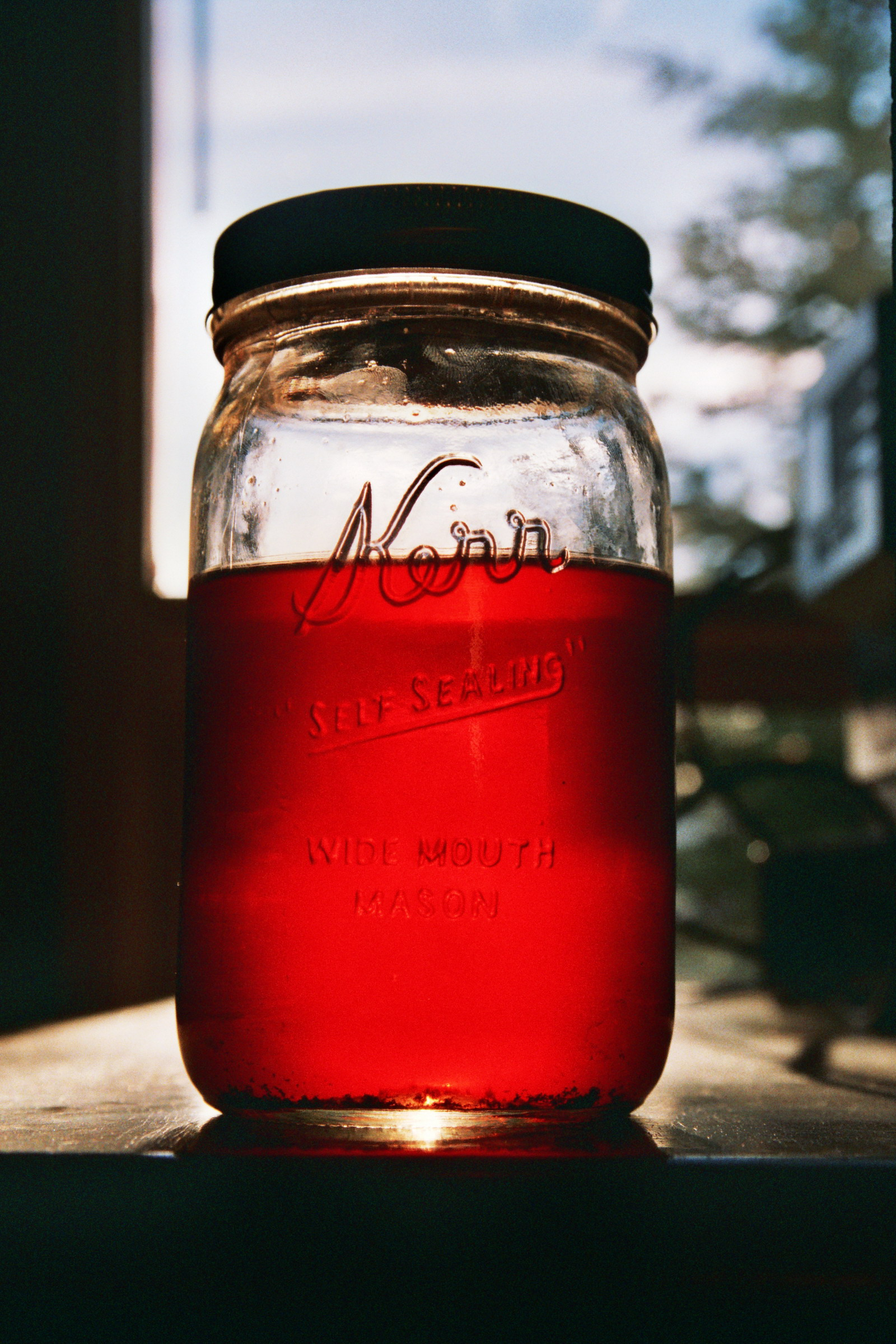
Un esempio di arbanella con tappo a vite utilizzata per una conserva di frutta

Il sostantivo è oggi comunemente utilizzato nelle quattro province liguri e in Lunigiana per identificare un qualsiasi vasetto di vetro utilizzato per conservare cibi come, per esempio, marmellate, pesce, olive o altri prodotti sotto sale, olio di oliva o aceto.

La frequenza con cui questo termine viene utilizzato in queste zone e il fatto che serva a indicare un oggetto molto specifico, e non trovi pertanto sinonimi adeguati nella lingua italiana, fanno sì che arbanella venga pronunciato dalla maggior parte dei liguri con la convinzione di utilizzare un vocabolo italiano e non uno a diffusione esclusivamente regionale.
Da notare che pur non esistendo traduzione esatta del termine arbanella in lingua italiana, esiste nella lingua inglese con il sostantivo jar.

## Etimologia e varianti
In italiano esistono termini affini ad arbanella come albarello (contenitore a uso erboristico o farmaceutico, solitamente di maiolica), da cui la parola potrebbe essere derivata attraverso la dissimilazione della r in n e un fenomeno di rotacismo.
In alcune zone del ponente ligure è diffusa la variante dialettale erbanella, mentre in alcune zone dello spezzino e della Lunigiana il suono della r diventa una l in albanella.
Il termine si è diffuso anche nel basso Piemonte. In particolare, nella zona del monregalese, si è diffusa la variante con doppio rotacismo arbarella. Da qui le espressioni: pesche in arbarella, arbarella di marmellata, vado in cantina a prendere un'arbarella...
Nel libro "La vera cuciniera genovese facile ed economica" di Emanuele Rossi (edita nel 1862) è indicata come traduzione in italiano del termine la parola alberello.

## Prodotti in arbanella
Un particolare alimento tenuto in arbanella sono le acciughe sotto sale.
Altri tipici prodotti liguri conservati in arbanella sono, per esempio, i cicciarelli, gli zerli, i funghi sott'olio, il miele, le confetture di frutta e alcune salse come il marò.

## Galleria d'immagini

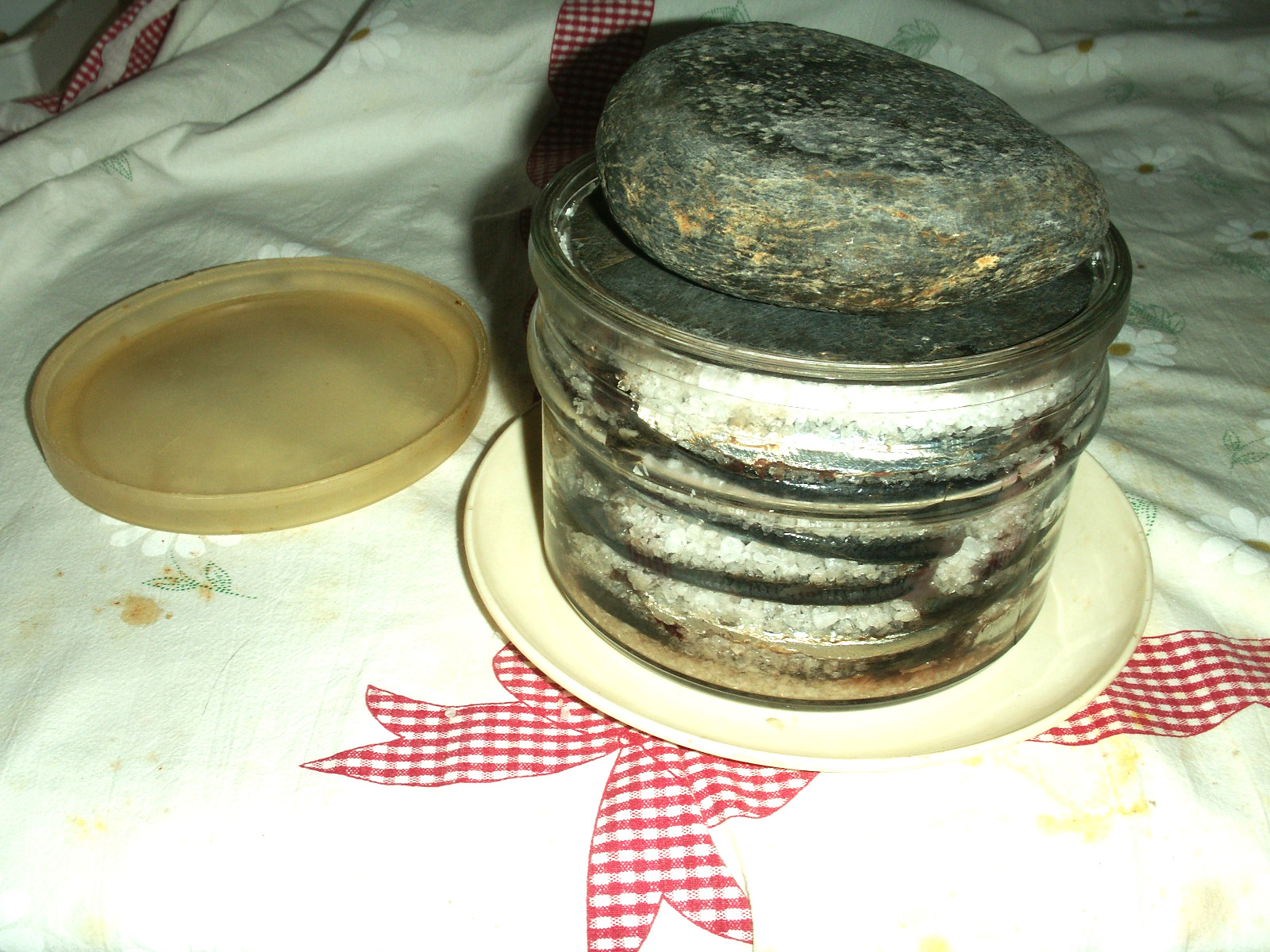
Arbanella di acciughe sotto sale
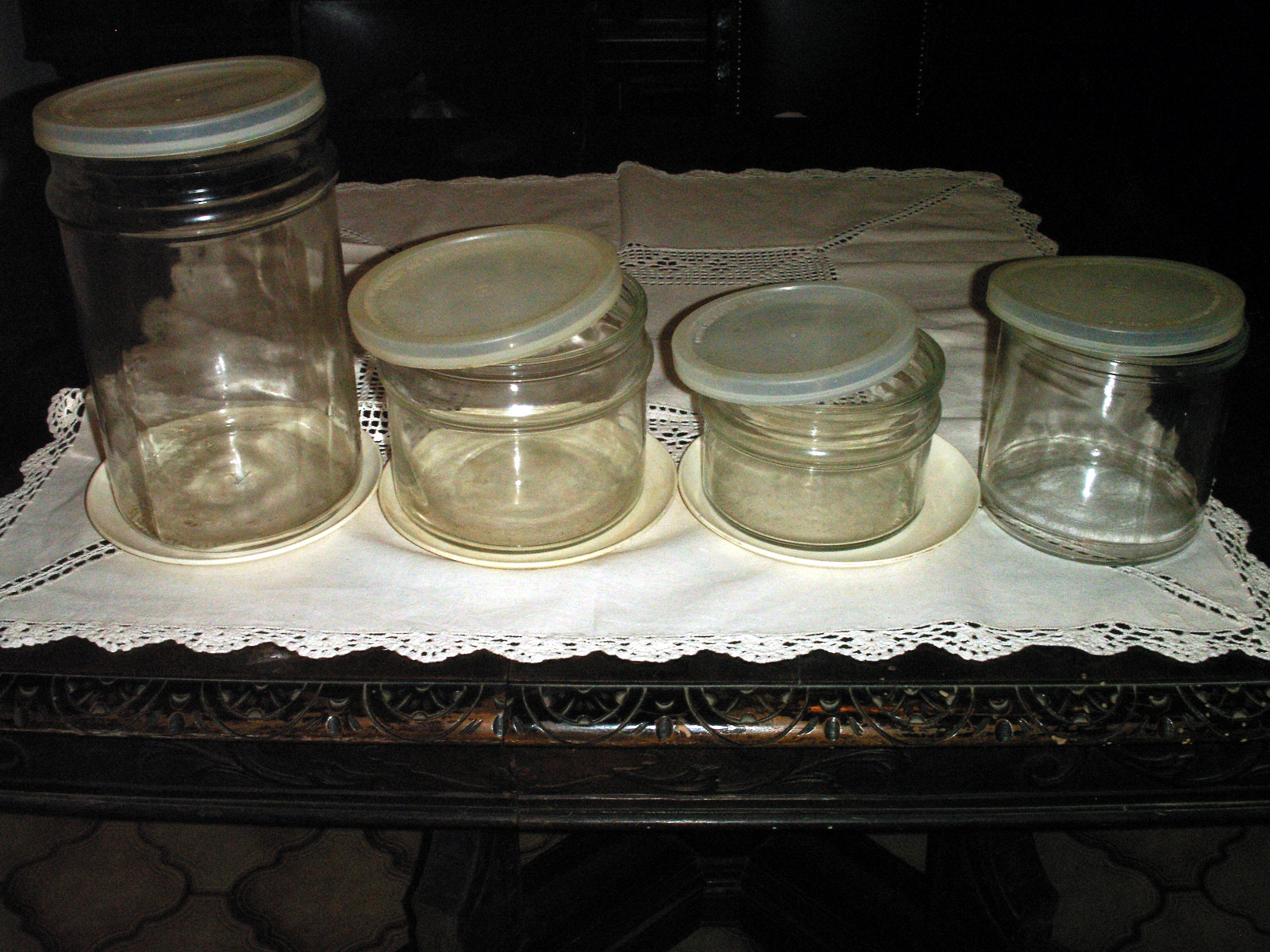
Arbanelle di varie dimensioni